# Circonscription de Gilmore

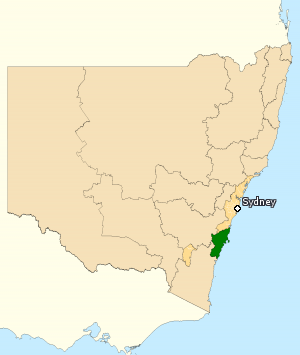
La circonscription de Gilmore (en vert) en Nouvelle-Galles du Sud.

La circonscription de Gilmore est une circonscription électorale australienne en Nouvelle-Galles du Sud. Elle a été créée en 1984 et porte le nom de la poétesse Mary Gilmore.
Elle comprend la région de Shoalhaven ainsi que la partie sud de Kiama, qui est dans l'Illawarra. Elle comprend les villes de Kiama, Milton, Nowra, Culburra Beach, Ulladulla et Batemans Bay.
C'est un siège marginal, même si lors de l'élection 2001, elle a connu le plus grand transfert de voix en faveur du parti libéral de toutes les circonscriptions australiennes.

## Députés
| Nom          | Parti         | Période de mandat |
| ------------ | ------------- | ----------------- |
| John Sharp   | National      | 1984–1993         |
| Peter Knott  | Travailliste  | 1993–1996         |
| Joanna Gash  | Parti libéral | 1996–2013         |
| Ann Sudmalis | Parti libéral | 2013–en cours     |